# Andrej Gromov
Andrej Antonovič Gromov (Mosca, 3 gennaio 1887 – Riga, 14 febbraio 1922) è stato un attore e regista russo.

## Filmografia

### Attore
- La canzone del negoziante Kalašnikov (Pesn' pro kupca Kalašnikova), regia di Vasilij Michajlovič Gončarov – cortometraggio (1909)
- Un matrimonio russo nel XVI secolo (Russkaja svad'ba XVI stoletija), regia di Vasilij Michajlovič Gončarov – cortometraggio (1909)
- Mazepa (Мазепа), regia di Vasilij Michajlovič Gončarov – cortometraggio (1909)
- La maga (Čarodejka), regia di Vasilij Michajlovič Gončarov – cortometraggio (1909)
- Van'ka il dispensiere (Ванька-ключник), regia di Vasilij Michajlovič Gončarov – cortometraggio (1909)
- Il nobile Orša (Bojarin Orša), regia di Pёtr Čardynin – cortometraggio (1909)
- L'idiota (Idiot), regia di Pёtr Ivanovič Čardynin – cortometraggio (1909)
- Vybor carskoj nevesty (Выбор царской невесты), regia di Vasilij Michajlovič Gončarov (1909)
- La sirena (Русалка), regia di Vasilij Michajlovič Gončarov – cortometraggio (1910)
- Vadim (Вадим), regia di Pёtr Ivanovič Čardynin – cortometraggio (1910)
- La dama di picche (Pikovaja dama), regia di Pёtr Ivanovič Čardynin – cortometraggio (1910)
- Korobejniki (Коробейники), regia di Vasilij Michajlovič Gončarov – cortometraggio (1910)
- Evgenij Onegin (Евгений Онегин), regia di Vasilij Michajlovič Gončarov – cortometraggio (1911)
- Oborona Sevastopolja (Оборона Севастополя), regia di Vasilij Michajlovič Gončarov e Aleksandr Alekseevič Chanžonkov (1911)
- 1812 (1812 год), regia di Vasilij Michajlovič Gončarov (1912)
- Djadjuškina kvartira (Дядюшкина квартира), regia di Pёtr Ivanovič Čardynin – cortometraggio (1913)
- Nemye svideteli (Немые свидетели), regia di Evgenij Francevič Bauėr (1914)
- Ruslan i Ljudmila (Руслан и Людмила), regia di Władysław Starewicz (1914)
- Potop (Потоп), regia di Pёtr Čardynin (1915)
- Portret (Портрет), regia di Władysław Starewicz (1915)
- Miraži (Миражи), regia di Pёtr Ivanovič Čardynin (1915)
- Priključenie Liny v Soči (Приключение Лины в Сочи), regia di Evgenij Francevič Bauėr (1916)
- Umirajuščij lebed' (Умирающий лебедь), regia di Evgenij Francevič Bauėr (1917)